# Vårmusseron
Vårmusseron, (Calocybe gambosa) är en skivling som plockas som matsvamp. Den växer på kalkrika ängsmarker och gräsmattor runt maj till juni där den bildar häxringar. Den är särskilt vanlig på Gotland och Öland och finns främst i kalktrakter. 
Vårmusseron har en vit till gräddvit hatt, ofta med en lätt skiftning i rosa eller grågult. Hatten blir 5–12 centimeter bred och är först kullrig för att sedan få en mer välvd form. Kanten på hatten är länge inrullad och mjukt vågig. Svampens skivor är urnupna, tunna och tätt sittande. Foten är förhållandevis kort och kraftig och vit till färgen. Dess mått är omkring 3–7 centimeter i höjd och 1–3 centimeter i diameter. Kännetecknande för svampen är också att dess doft och smak är mjölaktig.
Vårmusseronen är Ölands landskapssvamp.